# مقترحات لدولة يهودية
كانت هناك عدة مقترحات لدولة يهودية خلال التاريخ اليهودي بين تدمير إسرائيل القديمة، وتأسيس إسرائيل الحديثة. في حين أن بعض هذه الاقتراحات أبصرت النور، إلا أن بعضعها لم ينفذ أبداً. عادة ما يشير الوطن القومي اليهودي لدولة إسرائيل أو أرض إسرائيل، اعتماداً على المعتقدات السياسية والدينية. اليهود وأنصارهم، إضافة إلى منتقديهم واللاساميون قد طرحوا خطط من أجل دول يهودية.

## مدينة أرارات

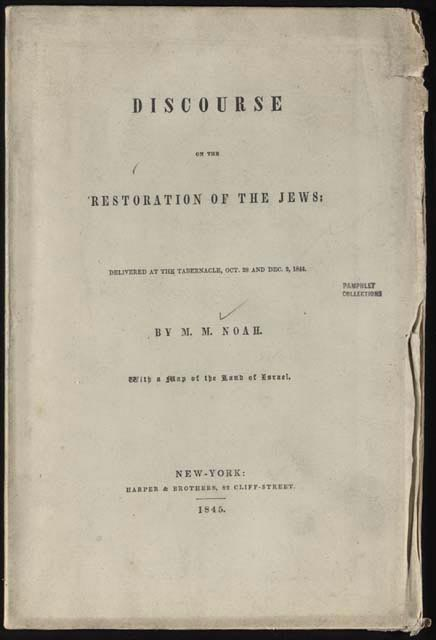
1844 حوار حول إصلاح أمر اليهود بقلم مردخاي مانويل نوح، الصفحة الأولى. الصفحة الثانية تبين خريطة أرض إسرائيل

في عام 1820، كمقدمة للصهيونية الحديثة، حاول مردخاي مانويل نوح إيجاد وطن يهودي في جزيرة غراند في نهر نياجارا، يسمى «أرارات»، نسبة إلى جبل أرارات، مكان رسو سفينة نوح بحسب الكتاب المقدس. ووضع نصب تذكاري في الجزيرة كان نصه «أرارات، المدينة الملجأ لليهود، أسسها مردخاي م. نوح في شهر تيشري، 5586 (سبتمبر، 1825) وفي السنة الخمسين لاستقلال أمريكا.» وتكهن بعض ما إذا كانت أفكار نوح الطوباوية قد أثرت بجوزيف سميث، الذي أسس حركة قديسي الأيام الأخيرة في شمال ولاية نيويورك بعد سنوات قليلة. في حواره حول إصلاح أمر اليهود أعلن نوح إيمانه بعودة اليهود وإعادة بناء وطنهم القديم. ودعا نوح أمريكا لأخذ زمام المبادرة في هذا المسعى.

## برنامج أوغندا البريطانية في افريقيا
كان برنامج أوغندا البريطانية خطة لمنح جزء من أفريقيا الشرقية البريطانية للشعب اليهودي كوطن.
وقدم العرض وزير المستعمرات البريطاني جوزيف تشامبرلين للمنظمة الصهيونية بقيادة تيودور هرتزل عام 1903. وعرض عليه منطقة بمساحة 5,000 ميل مربع (13,000 كـم2) من هضبة ماو في ما يعرف اليوم بكينيا. جاء العرض رداً على ارتكاب المذابح ضد اليهود في روسيا، وكان من المأمول أن تصبح المنطقة ملجأ للمضطهدين اليهود.
عرضت الفكرة على المؤتمر الصهيوني التابع للمنظمة الصهيونية العالمية في اجتماعه السادس في عام 1903 بمدينة بازل. وتلا ذلك مناقشات ساخنة. وصفت الأرض الأفريقية بأنها «خطوة على طريق الهدف النهائي المؤدي للأرض المقدسة»، ولكن جماعات أخرى رأت أن قبول العرض ستجعل مشروع إقامة دولة يهودية في فلسطين صعباً. وقبل التصويت على هذه المسألة، خرج الوفد الروسي مندفعاً مبدياً معارضته. وفي النهاية، تم تمرير الاقتراح الداعي إلى النظر في الخطة بموافقة 295 صوت مقابل 177.
في السنة الموالية، أرسل وفداً يضم ثلاثة رجال لتفقد الهضبة. نظراً لارتفاعها العالي تميزت بمناخ معتدل، وهو ما جعلها ملائمة للاستيطان الأوروبي. بيد أن المراقبين وجدوا أرضاً خطرة مليئة بالأسود وغيرها من المخلوقات. علاوة على ذلك، فإنه كان يسكنها عدد كبير من الماساي الذين لم يبدو عليهم على الإطلاق قبولهم لتدفق الأوروبيين. بعد استلام هذا التقرير، قرر الكونغرس في عام 1905 رفض العرض البريطاني بأدب. أنشئ بعض اليهود، الذين اعتبروا هذا الخطوة خاطئة، المنظمة الإقليمية اليهودية بهدف إنشاء دولة يهودية في أي مكان.

## البحرين والأحساء
مقترح البحرين وشرق السعودية وطن قومي لليهود هو اقتراح لإقامة دولة يهودية في البحرين والأحساء في شرق السعودية، تقدم بالاقتراح طبيب يهودي من أصل روسي وقدم المقترح لسفير بريطانيا في فرنسا في سبتمبر 1917 إلا أن بريطانيا رفضت الاقتراح، وإكتشف هذا الاقتراح بعد ترجمة وثائقة بريطانية تعود لبداية القرن العشرين، وفي ذلك الوقت كان هناك أقلية من السكان المحليين اليهود يعيشون في البحرين والأحساء 

## مدغشقر
كانت خطة مدغشقر سياسة مقترحة لحكومة الرايخ الثالث بألمانيا النازية لنقل السكان اليهود في أوروبا قسرا إلى جزيرة مدغشقر.
ولم يكن إجلاء يهود أوروبا إلى جزيرة مدغشقر مفهوما جديدا. ولقد فكر هنري هاملتون بيميش، وأرنولد ليز، و‌اللورد موين، والعالم الألماني بول دي لاغارد، والحكومات البريطانية والفرنسية والبولندية في هذه الفكرة. وقد اغتنمتها ألمانيا النازية، وفي مايو 1940، أعلن هاينريش هيملر، في تأملات بشأن معاملة الشعوب في الأجناس الغريبة في الشرق، ما يلي: واضاف «آمل في اخماد مفهوم اليهود تماما من خلال احتمال هجرة اليهود بشكل كبير لافريقيا أو أي مستعمرة أخرى».
وعلى الرغم من أن بعض المناقشات حول هذه الخطة قد تم تقديمها من عام 1938 من قبل منظرين نازيين معروفين آخرين، مثل يوليوس شترايخر، هيرمان غورينغ، و‌يواخيم فون ريبنتروب، فإن الخطة لم تبدأ بالفعل حتى يونيو 1940. بما أن النصر في فرنسا كان وشيكا، كان من الواضح أن جميع المستعمرات الفرنسية سوف تخضع قريبا للسيطرة الألمانية، ويمكن تحقيق خطة مدغشقر. وارتئي أيضا أن معاهدة السلام المحتملة مع بريطانيا العظمى سوف تضع البحرية البريطانية تحت تصرف ألمانيا لاستخدامها في عملية الإجلاء.
وبموافقة أدولف هتلر، أصدر أدولف إيخمان مذكرة في 15 أغسطس 1940 تدعو إلى إعادة توطين مليون يهودي سنويا لمدة أربع سنوات، مع حكم الجزيرة كدولة بوليسية في ظل وحدات الإس إس. وقد تأجلت الخطة بعد فشل الألمان في هزيمة البريطانيين في معركة بريطانيا في وقت لاحق من عام 1940. في عام 1942، تم التخلي عن ما يسمى «الحل الإقليمي للقضية اليهودية» لصالح «الحل النهائي للقضية اليهودية».

## برقة
أصدرت المنظمة الإقليمية اليهودية تقريرها عن رحلتها إلى برقة، وخلصت إلى أن نقص المياه في الدولة الواقعة في شمال أفريقيا (ليبيا الآن) جعلها غير صالحة للسكن كوطن يهودي.

## دولة يهودا

علم دولة يهودا

دولة يهودا هي دولة يهودية مقترحة في الضفة الغربية. بعد إعلان منظمة التحرير الفلسطينية عن الدولة السورية، خشي المستوطنون الكاهانيون من انسحاب إسرائيل من يهودا والسامرة واقترحوا إقامة دولة يهودا الحرة.
أُعلن عن قيام الدولة في أحد فنادق القدس في 27 كانون الأول (ديسمبر) 1988. وتم إعلان المخضرم كاهانا، مايكل بن هورين، رئيساً لدولة يهودا. وفي يناير/كانون الثاني 1989 اجتمع عدة مئات من الناشطين وأعلنوا عن نيتهم إنشاء مثل هذه الدولة إذا انسحبت إسرائيل
تم انتخاب الحاخام مئير كاهانا رئيسًا فخريًا للمؤتمر وتم الإعلان عن خطة لإجراء تعداد سكاني للمواطنين في يهودا السامرة وإصدار شهادات الجنسية لمواطني الدولة. كما تم إنشاء "مجلس تأسيسي" ولجان تنفيذية تتولى صياغة الدستور والسياسة الخارجية والتعليم والمجتمع والاقتصاد والاستيطان والأمن. وأعضاء المجلس هم: الحاخام حاييم يسرائيل شيفيلد، الحاخام يتسحاق كوهين، رحميم كوهين، موشيه ديمان، مايكل بن هورين، يوئيل ليرنر ويكوتيئيل بن يعقوب.
وبعد أيام قليلة، أقيم حفل افتتاح القنصلية الأولى لدولة يهودا الحرة في فندق في مانهاتن، نيويورك. تم تعيين روبرت جاكوبس كقنصل أول للدولة.
علم دولة يهودا يشبه علم الدولة الإسرائيلية، لكن يوجد شمعدان في الوسط بدلاً من نجمة داود
تم إحياء الفكرة في أعقاب خطة فك الارتباط الأحادية الجانب التي أدت إلى الانسحاب القسري لليهود من فلسطين من قبل جيش الدفاع الإسرائيلي في عام 2005. في عام 2007، اقترح الحاخام شالوم دوف وولبو إنشاء دولة جديدة في يهودا والسامرة في حالة الانسحاب الإسرائيلي.